# Marginalia
För stekelarten, se Marginalia religiosae

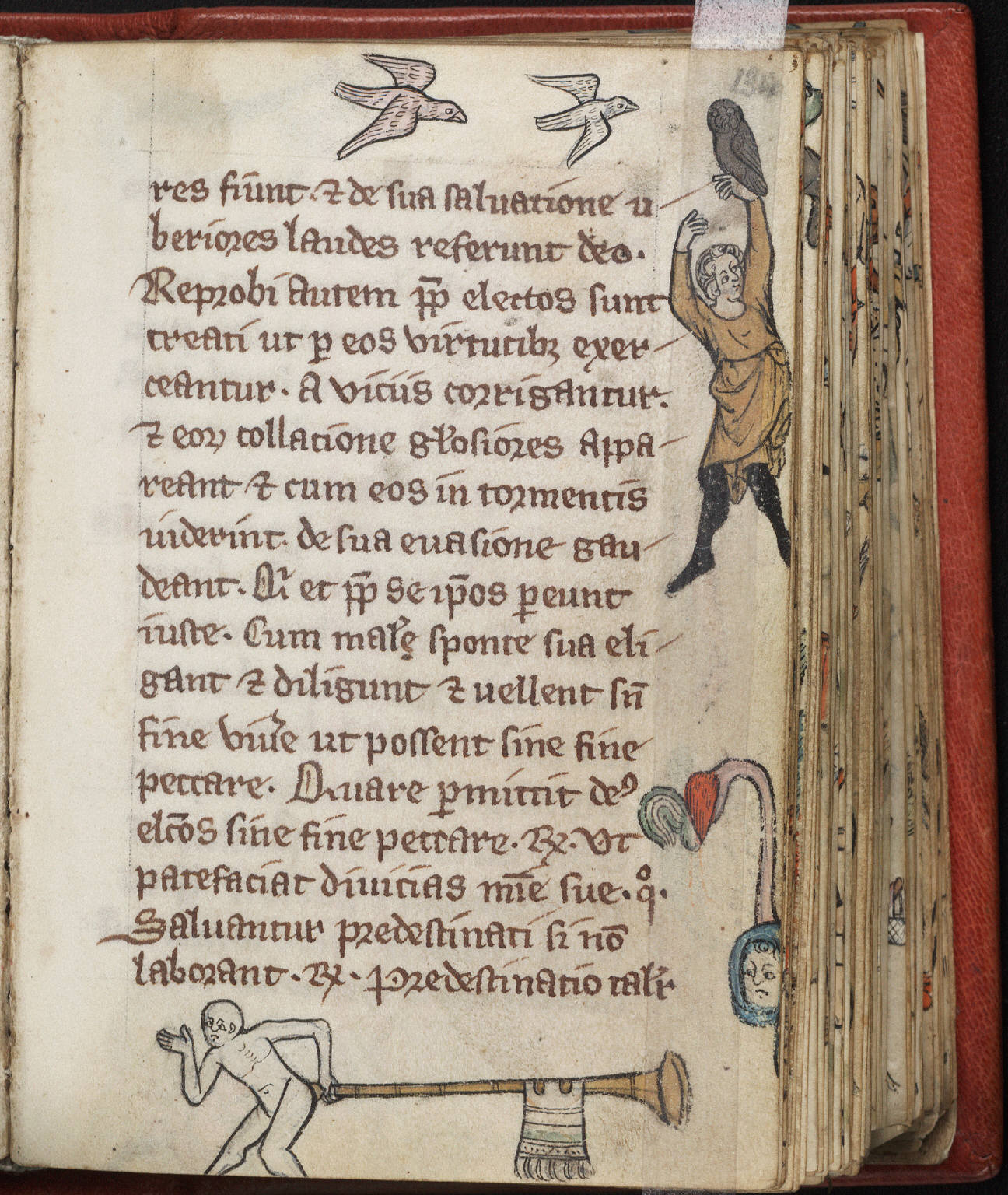
Burlesk marginalia i Rothschild Canticles.

Marginalia, även bokmåleri eller handskriftsmåleri, är illustrationer som gjordes i marginalerna på medeltida manuskript. Illustrationerna gjordes efter det att böckerna textats av illuminatörer som smyckade på avsedda ställen i och runt texten. De lade också till egna bilder i marginalen, men höll sig alltid utanför texterna. Det kunde vara rena illustrationer till texten men även galna teckningar av fantasier, burleska motiv, symbolik och möjligen kritik mot samhället eller referenser till dåtidens populärkultur. Det kunde också var påpekanden om felaktigheter som handtextaren hade gjort. Marginalia var som vanligast från 1100-talet till 1300-talet. Även under medeltiden fanns det kyrkomän som varken förstod eller ifrågasatte bilderna.
Forskare avfärdade länge marginalia som betydelselöst och det var först på 1960-talet som forskarna började intressera sig, däribland bland andra Lillian Randall och senare Michael Camille. Det råder oenighet om syftet till illustrationerna och varför många gånger burleska motiv fick samexistera med de religiösa texterna, eventuellt kan det ha varit minnesknep. Eftersom bilderna gjordes efter texten kan de haft lägre status. Därför var värdet av det de föreställde också lägre och kunde vara mer burlesk. Bilderna visar även vardagliga motiv och är en källa till kunskap om medeltidens klädedräkt och dess hantverks- och vardagsföremål.
Det kan också vara illuminatörerna som använde marginalerna för att roa sig själva eller klaga; även handskrivarna utnyttjade marginalen för att klaga över det monotona arbetet och dåliga arbetsförhållandena.
Flera motiv var återkommande: nunnor som plockar penisar som växer på ett träd, riddare som slåss mot sniglar, kaniner som jagar jägarna.